# Stjärnmullvad
Stjärnmullvad (Condylura cristata) är den enda nu levande arten i släktet Condylura i familjen mullvadsdjur (Talpidae). Den beskrevs först av den svenske botanikern och zoologen Carl von Linné, 1758. Stjärnmullvaden har sin utbredning i sydöstra Kanada och nordöstra USA.
Det vetenskapliga släktnamnet är sammansatt av de gammalgrekiska orden kondylos (led/bula) och oura (svans). Artepitet cristata är det latinska ordet för kam.

## Underarter
Det finns två underarter beskrivna, C. cristata cristata och C. cristata nigra.

## Utseende
Mullvaden har ett mycket karaktäristiskt utseende. Nosen är lång och slutar i en ring av tentakler vid näsborrarna. Tentaklerna formar en liten stjärna, därav artnamnet.  Sammanlagt rör det sig om 22 mjuka tentakler, med väl utvecklade sinnesceller, som gör att stjärnmullvaden kan registrera vattenrörelser på ett effektivt sätt. Tentaklerna innehåller mer än 25000 receptorer av typen Eimers organ, vilka reagerar på seismiska vågor.
Stjärnmullvaden liknar till kroppskonstitutionen den vanliga mullvaden. Det vuxna djuret väger mellan 40 och 85 gram, med en medelvikt av 48,15 gram och når en kroppslängd av 18–19 centimeter och därtill en svanslängd av 6–8 centimeter.

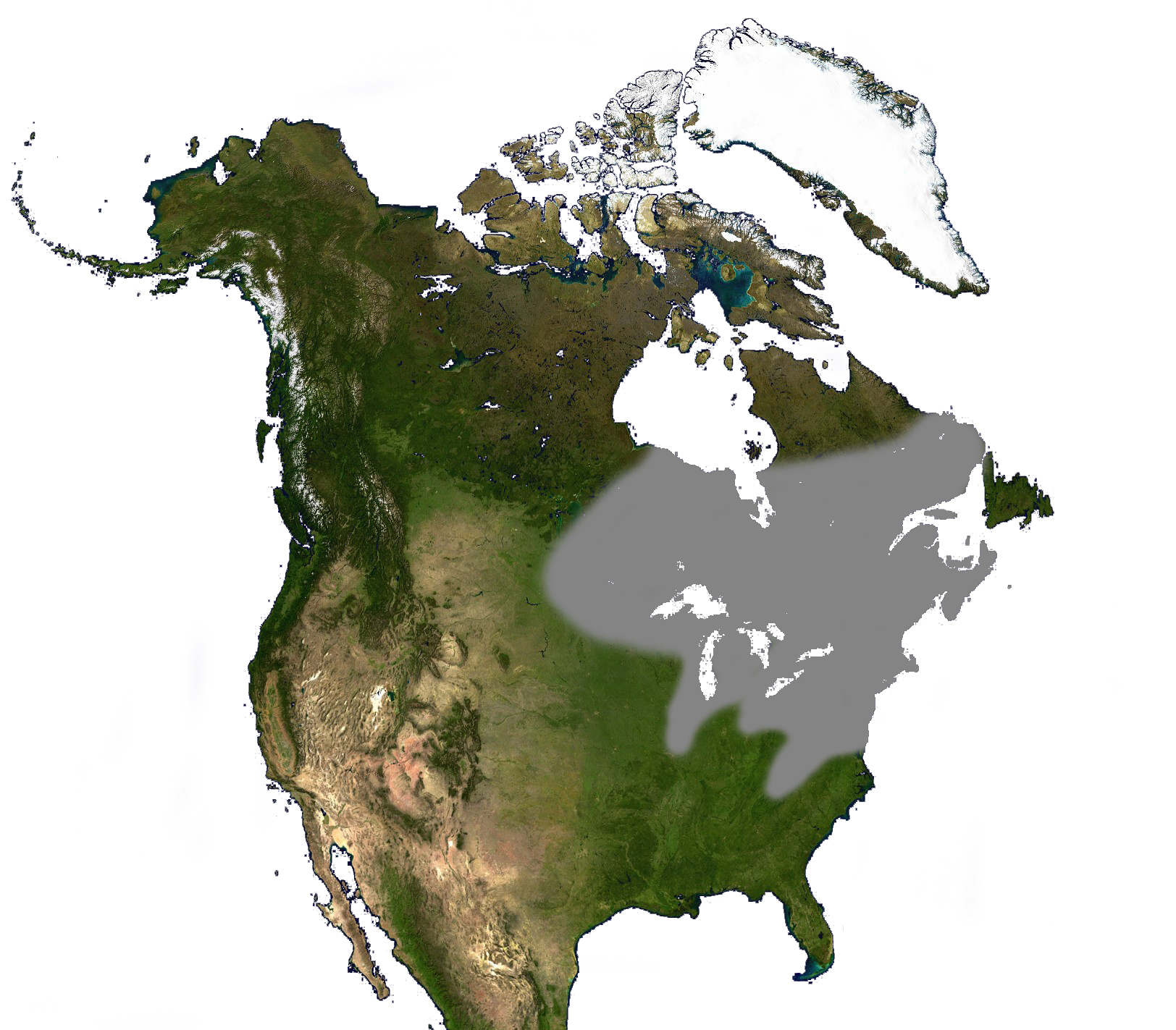
Utbredningskarta, Nordamerika.

## Habitat, vanor och utbredning
Stjärnmullvaden trivs i våt jord vid myrmarker och längs flodstränder. Den äter skalbaggar och småfisk, som den dyker efter. Stjärnmullvaden är en mycket duktig simmare, men inget utpräglat vattendjur. Stjärnmullvaden gräver tunnlar, men lämnar inga mullvadshögar, eftersom ingångshålen ligger i vattenbrynet. Den kan vara aktiv även på vintern under isarna. Dess revir uppskattas till ungefär 0,4 hektar.
Arten är både dag- och nattaktiv. Eftersom den mestadels lever i tunnlar, gör den ingen direkt skillnad på natt och dag, men verkar oftare nattaktiv än dagaktiv.
Stjärnmullvaden förekommer i de kanadensiska provinserna Nova Scotia och Labrador och österut till sydöstra Manitoba, i ett bälte över de stora sjöarna och söderut till Georgia och nordvästra South Carolina.

## Fossila fynd
Det första fossila fyndet av stjärnmullvad dokumenterades 1968. Det gällde ett fynd i Bedford i Pennsylvania och daterades till 11000 f. Kr. Senare fynd av arten har daterats så långt tillbaka som 700000 år sedan.
Ännu äldre fossil av släktet Condylura har hittats i Polen och daterats till 4 miljoner år. Två arter har beskrivits utifrån fossilen, C. kowalski och C. izabellae. Hypotesen är att släktet dog ut i den gamla världen på grund av konkurrens från arter av myskmöss.

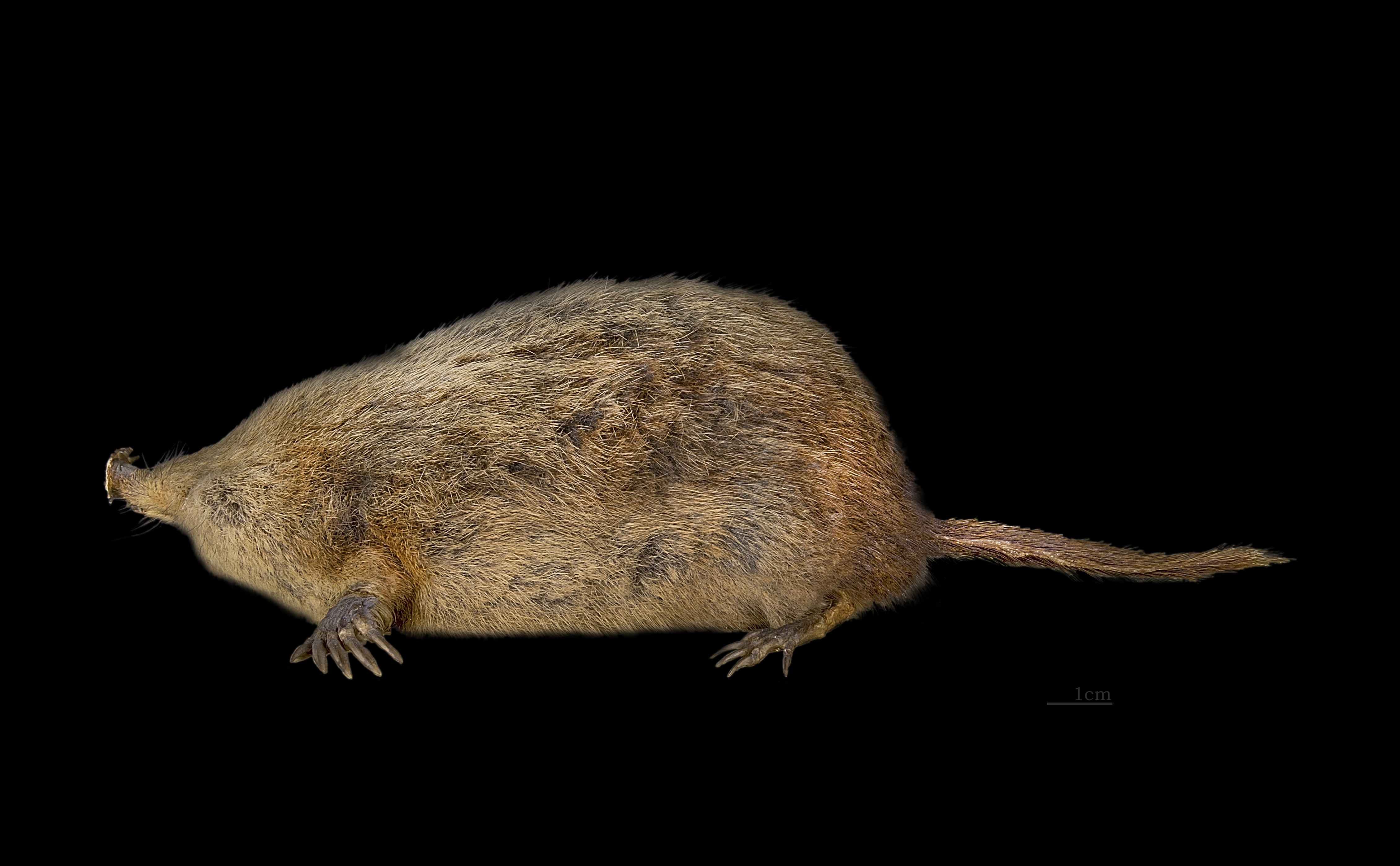
Stjärnmullvad

## Förökning
Honan får tre till sju ungar med ett genomsnitt av 4,4 ungar per kull, efter att ha varit dräktig i ungefär 45 dygn. Ungarna föds på våren eller under tidig sommar.